# セドリック・デュモン
セドリック・デュモン（Cédric Dumont、1916年7月24日 - 2007年5月24日）は、ドイツ出身のスイスの指揮者、作曲家、著述家。本名はシャルル・フレデリック・セドリック・デュモン＝ディット＝フォイテル(Charles Frédéric Cédric Dumont-dit-Voitel)。

## 経歴
ハンブルクのスイス大使の家に生まれた。ハンブルクのギムナジウムに通っていた頃から、テディ・シュタウファー等のために作編曲を手掛けていた。16歳の頃には国際的な編曲コンテストに応募して優勝している。その後、チューリヒ音楽院に進学してフォルクマール・アンドレーエに指揮法、パウル・ミュラー＝チューリヒに作曲、ヴァルター・フレイにピアノ、フリッツ・レイツにチェロを学んだ。
1942年から1946年までカバレット・コルニションでピアノを弾き、第二次世界大戦が終結するとハリウッド・スタジオ付きのアレンジャーの職を得た。しかしすぐにその職を辞すると、スイスのレコード会社イェックリンのプロデューサーになり、ジャズ、民謡やライト・クラシックを演奏するための自らの名前を冠したエンタテイメント・オーケストラを結成した。また、そのオーケストラを用いてベロミュンスター放送のためにカール・デ・グレーフと共に数々の音楽を制作した。1966年からスイスDRS放送の責任者となり、1980年に引退した。引退後は活発に著述活動を行い、ベートーヴェンやシューベルトの評伝のような音楽書だけでなく、料理本も数多く手がけた。
2007年キュスナハトにて没。

## 註
1. ↑  Zentralbibliothek Zürich - KP-Nachlässe pflegen。2014年11月29日閲覧。
2. ↑  And the conductor is...。2014年11月29日閲覧。